# Ушбаев, Кенесбай Ушбаевич
Кенесба́й Ушба́евич Ушба́ев (каз. Кеңесбай Үшбай-ұлы, англ. Kenesbay Ushbayev, род. 2 июля 1940) — известный деятель науки, депутат Верховного Совета Казахской ССР, первый в мире казах — доктор фармацевтических наук. Автор более 150 научных работ и множества монографий. В данный момент является академиком Академии профилактической медицины Казахстана, членом Фармакопейной комиссии РК, председателем Ученого совета КазНМУ по защите кандидатских и докторских диссертаций по фармации.

Уже в студенческие годы Кенес Ушбаевич возглавлял Комитет Комсомола Алматинского государственного медицинского института. После окончания института Кенес Ушбаев постоянно развивался как ученый: защитил кандидатскую диссертацию в области токсикологической химии, стал первым среди казахов доктором фармацевтических наук, создал и возглавил первый в республике ученый совет по защите диссертаций по специальности «фармация». Ученик ученого с мировым именем В. Ф. Крамаренко, сам К. У. Ушбаев создал в Казахстане научную школу. Среди его учеников — 24 кандидата и 3 доктора фармацевтических наук. Им издано немало научных трудов, среди них справочники, монографии.
К. У. Ушбаев — один из ведущих в республике организаторов фармацевтического образования: он был заведующим кафедрой организации фармацевтического дела, проректором по учебной работе АГМИ, директором Шымкентского филиала фармацевтического факультета АГМИ, осуществил его реорганизацию в самостоятельный фармацевтический институт, затем — в медицинский институт.
В возрасте 30 лет К. Ушбаев стал начальником Казахского главного аптечного управления. За 10 лет его пребывания на этом посту аптечная служба Казахской ССР по итогам всесоюзного социалистического соревнования 8 раз была признала лучшей в СССР и награждалась переходящим красным знаменем. Во второй раз К. У. Ушбаев возглавил аптечную службу республики в годы перестройки: был генеральным директором Республиканского производственного объединения «Фармация», президентом Государственной холдинговой компании «Фармация», стоял у истоков рыночных реформ в отрасли.
— Из архивов Казахстанского Фармацевтического Вестника за 07.2010

## Биография

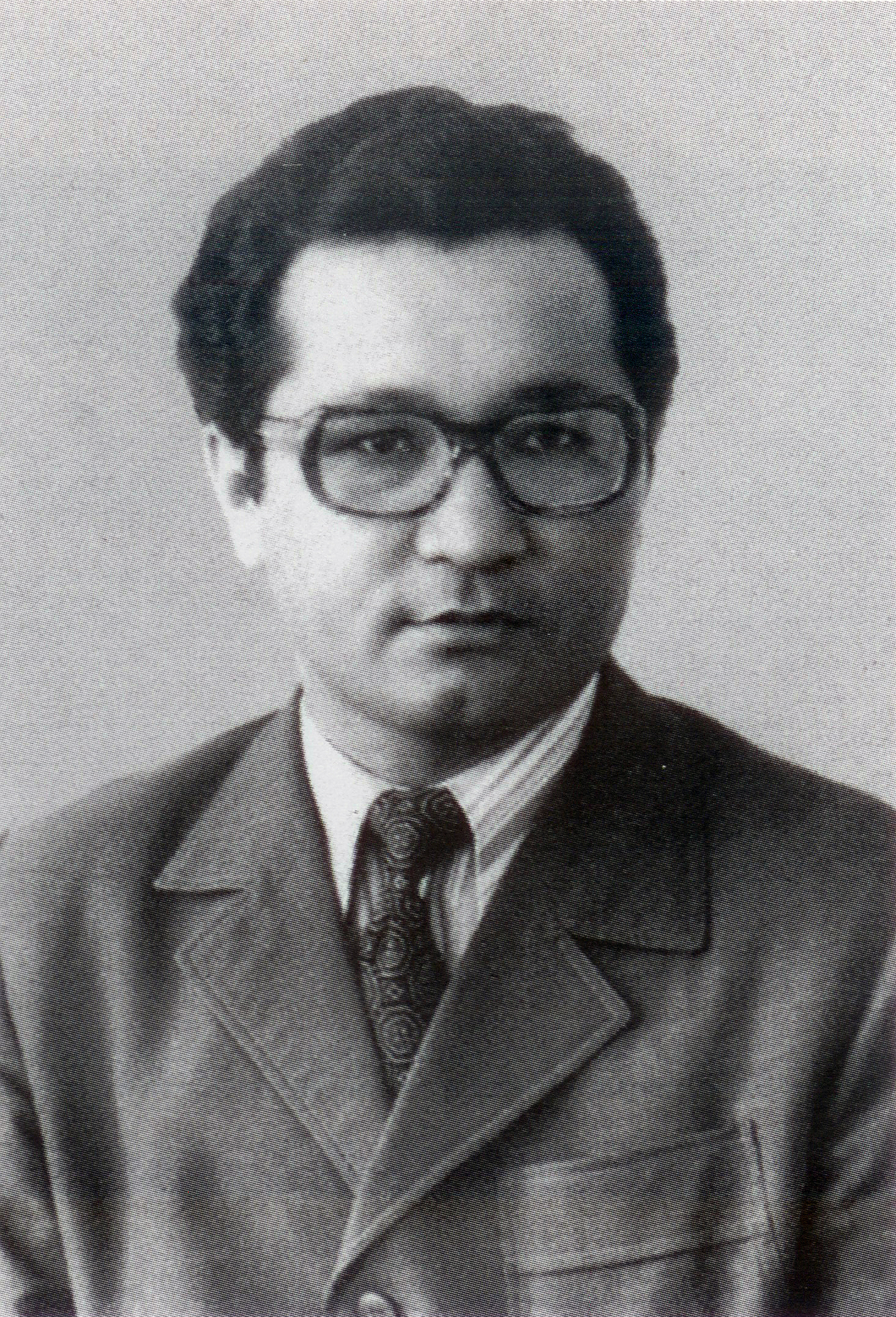
Молодой учёный К. Ушбаев

1940 — родился в посёлке Ас-Сага (Асысага) Енбекшиказахского района Алматинской области, в семье потомственного чабана, рода Албан, Старшего Жуза. Спустя много лет в родном посёлке появилась улица имени профессора Ушбаева.
1958—1965 — окончил фармацевтический факультет Алма-Атинского государственного медицинского института, где, будучи студентом 3-го курса, по рекомендации Министра здравоохранения КазССР С. Р. Карынбаева стал первым секретарём комитета Комсомола института.
1965—1968 — проходил целевую аспирантуру на кафедре токсикологической и аналитической химии Львовского государственного медицинского института, защитил кандидатскую диссертацию.
1968—1972 — вернувшись в родной АГМИ, на кафедру организации и экономики фармдела, прошёл путь от ассистента до заведующего кафедрой.
1971—1980 — По рекомендации Министра здравоохранения Казахской ССР Т. Ш. Шарманова направлен в Республиканское Аптекоуправление, где проработал сначала заместителем, а после начальником почти 10 лет. Параллельно с государственной службой готовил докторскую диссертацию.
1970—1977 — Одновременно с управлением вышеуказанным КазГАПУ МЗ КазССР, заведовал кафедрой организации и экономики фармацевтического дела АГМИ.
1983 — Кенесбай Ушбаев стал первым на территории Средней Азии доктором фармацевтических наук и всего лишь двенадцатым во всем СССР. Получил звание профессора.
1980—1986 — Вернулся в АГМИ, был назначен проректором по учебной работе и пробыл в должности 6 лет.
1986—1990 — Начал заведовать кафедрой химии АГМИ, затем переехал в город Чимкент, став директором филиала АГМИ. Вскоре филиал был преобразован в фармацевтический институт, а спустя некоторое время — в медицинский. В 1997 году на его базе была организована Южно-Казахстанская Государственная Медицинская Академия.
1990 — С началом реформ вернулся в Алма-Ату, где возглавил республиканский холдинг «Фармация», реорганизованный позднее в акционерное общество.
1990—1995 — Депутат Верховного Совета Казахской ССР.
|  |  |  |

## Дружба
|  | Одним из фигурантов «Казахского дела» в конце 80-х был Кенес Мустаханулы Аухадиев, работавший на высоких партийных должностях. Кенес Мустаханулы вручал партбилет Кунаеву в 1972 году, когда вышло постановление ЦК об обмене партбилетов. Однако в дальнейшем судьба подготовила для К. М. Аухадиева суровые испытания. После декабрьских событий в Алма-Ате следственные органы занялись сбором компромата против Кенеса Мустаханулы. Аухадиева 22 раза вызывали в прокуратуру для дачи показаний. Его обвиняли по ряду эпизодов. В частности, в том, что по его прямому указанию на завод тяжелого машиностроения в столице было принято много парней-казахов, которые впоследствии вышли на площадь, в получении подарка от помощника Кунаева, в отказе регистрировать сибирских специалистов и во многом другом. Аухадиев держался стойко и сумел объясниться по всем эпизодам. Поскольку Аухадиева нужно было «утопить» любой ценой, следствие подтасовало факты. Его обвинили в сговоре с одной авантюристкой, которая занималась мошенническими операциями с квартирами. Дело было поручено работнику областной прокуратуры Киму, но тот, увидев, что дело шито белыми нитками, отказался дать ему ход. О чем наша история? О верности Учителю. Аухадиев всегда называл Кунаева учителем, когда началась травля Кунаева, он был одним из немногих, кто был рядом. О порядочности. Если бы Ким дал ход делу, все было бы по-другому. О дружбе. Друг Аухадиева Кенес Ушбаев не стал прятаться. Он подвозил опального друга прямо к дверям прокуратуры на своем стареньком «Москвиче». И о том, что прямая дорога всегда предпочтительнее окольной. К. Адырбекулы — Из архивов Казахстанской Правды за 30.10.2004 |

## Избранные книги
- Ушбаев, К. У., Джанбабаев, А. К. с соавт. (1975). Сборник материалов в помощь практическим работникам здравоохранения. Алма-Ата.
- Ушбаев, К. У., Курамысова, И. И., Аксенова, В. Ф. (1975). Целебные травы. Алма-Ата : Кайнар.
- Ушбаев, К. У., Переверзев, В. Г., Михайлова, Л. М. и др. (Ред.). (1980). О передовом опыте аптечных учреждений Казахстана. Алма-Ата : Казахстан.
- Ушбаев, К. У. (1983). Химико-токсикологическое исследование препаратов спазмолитического действия и их метаболизм. Докторская диссертация. Харьков.
- Ушбаев, К. У., Никонов, Г. К. (1992). Лечебные свойства растений Казахстана. Алма-Ата.
- Ушбаев, К. У. (2000). Новые лекарственные средства и препараты на их основе. Алматы.
- Қалиев, Б., Ушбаев, К. У., Бейсембаев, Е. М., Токешова, Л. Е. (2005). Дәрі-дәрмектік өсімдіктер. Алматы.

## Избранные статьи
- Попандопуло, П.X., Ушбаев, К. У., Савченко, А. А. (1991). «Применение персональных компьютеров для математической обработки результатов химико-токсикологических исследований.» Судебно-медицинская экспертиза, № 3: c. 34-36.
- Ушбаев, К. У. Рецензия на книгу: А. А. Солохин. Л. М. Бедрин. (1990). «Таблицы и схемы по судебной медицине. Учебно-методические рекомендации для студентов, интернов и врачей. Ярославль, 1985, 1986, 1989.» Судебно-медицинская экспертиза, № 4: с. 60-62.
- Попандопуло, П.X., Ушбаев, К. У., Утежанов, К. С. (1990). «Обработка результатов химико-токсикологических исследований с помощью микрокалькуляторов.» Судебно-медицинская экспертиза, № З: с. 25-26.
- Колекова, Р. А., Тулеганова, А. Ч., Ушбаев, К. У. (1988). «Обнаружение леводокты в биологическом материале.» Судебно-медицинская экспертиза, № 2: с. 33-34.
- Колекова, P.A., Тулеганова, А. У., Ушбаев, К. У. (1988). «Применение гельхроматографии для очистки выделенной из биологического материала леводокты.» Судебно-медицинская экспертиза, № 3: с. 42-43.
- Ушбаев, К. У., Служаева, З., Захаров, П. И. (1981). «Масс-спектрометрическая идентификация стугерона, галидора и димедрола.» Фармация, 30(№ 1): с. 27-32.
- Ushbaev, K.U, Zakharov, P.I. (1981). «Mass-spectrometric study of dibasole metabolites.» Pharmaceutical Chemistry Journal, 15(№ 8): pp. 594—598, Springer New York.
- Ushbaev, K.U, Zakharov, P.I. (1979). «Mass-spectrometric study of metabolites of No-Spa.» Pharmaceutical Chemistry Journal, 13(№ 5): pp. 459—465, Springer New York.